# Pedro Ampudia
Pedro Nolasco Martín José María de la Candelaria Francisco Javier Ampudia y Grimarest, conocido simplemente como Pedro Ampudia o Pedro de Ampudia (La Habana, Cuba, 30 de enero de 1805 - Ciudad de México, 7 de agosto de 1868) fue un militar y político mexicano de origen cubano, general en jefe del Ejército del Norte, defensor de la ciudad de Monterrey durante las batallas de 1846 contra los estadounidenses, y gobernador de los estados de Tabasco, Nuevo León y Yucatán.
Nació en La Habana, Cuba, el 30 de enero de 1805, siendo hijo de Francisco de Ampudia y Valdez y Manuela Valentina de Legallon y Grimarest. Fue alumno del Colegio de la Misericordia en Campeche, donde pasó buena parte de su infancia.

## Experiencia militar
A finales de la Guerra de Independencia de México, Ampudia se registró como cadete del Regimiento de Infantería Española y fue enviado a Veracruz para custodiar a Juan O'Donojú. Llegó a México en 1821, cuando tenía 16 años de edad, formando parte como alférez del séquito que acompañó a O'Donojú. Fue partidario decidido del Plan de Iguala, llegando a abrazar la causa independentista y entró con Iturbide a la Ciudad de México como miembro del victorioso Ejército Trigarante. En su empeño defendió el Baluarte de Santiago y la Isla de Sacrificios. En 1829, ante la inminente invasión de Isidro Barradas, fue custodio de la plaza de Veracruz.
En cuanto a sus ascensos militares de alto rango, primero fue nombrado comandante general de artillería del Ejército del Norte, grado que ostentó de 1835 a 1841. Durante la insurrección de Texas, alcanzó el grado de general de brigada, tras haber participado en la batalla y sitio del Álamo.
Centralista declarado, en 1838, Ampudia defendió Matamoros del ataque de los federalistas, a los que derrotó en el sitio denominado Cruz Verde. Al año siguiente ocupó Monterrey y venció en Gachupines, Lomas del Coronel y Paso de las Escobas a las fuerzas federalistas comandadas por Pedro Lemus.
En 1842, como comandante general de Tamaulipas, Pedro Ampudia combatió a un grupo de texanos que cruzaron la frontera y los derrotó en Mier.

## Gobernador de Tabasco
Un año después, en 1843 fue enviado a Yucatán a combatir a los rebeldes yucatecos, y después se dirigió con su tropa a Tabasco, sin embargo, el gobernador de esta última entidad, el también cubano Francisco de Sentmanat, no le permitió la entrada al estado, pretextando que los soldados de Ampudia estaban enfermos de "vomito", y eso ponía en peligro a la población, por lo que Ampudia, recibió órdenes del Presidente Santa Anna de atacar y tomar la capital del estado San Juan Bautista.
Una vez que logró derrotar a las fuerzas tabasqueñas, Ampudia ocupó la capital del estado y nombró como gobernador del estado, a José Julián Dueñas.

### Primer período
Siendo Antonio López de Santa Anna Presidente provisional de México, nombró al General de Brigada Pedro de Ampudia y Grimarest Gobernador provisional del Departamento de Tabasco el 1 de septiembre de 1843. Ese año, autorizó el proyecto de construcción de un faro, así como del telégrafo en la villa y puerto de Frontera para aviso de la aduana, e impuso una contribución de cuatro pesos a todas las mercancías que entraran o salieran del puerto.
Permaneció como interino hasta el 14 de mayo de 1844, cuando el presidente interino de la República General de División Valentín Canalizo lo nombró Gobernador Constitucional del Departamento de Tabasco al escoger su nombre dentro de la lista de candidatos que le había enviado la Asamblea Departamental de Tabasco.
Por lo tanto, Ampudia tomó posesión como Gobernador Constitucional del Departamento, el 15 de mayo de 1844.

#### Rebelión de Sentmanat
Dispuesto a recuperar la gubernatura de Tabasco, en 1844, regresó Francisco de Sentmanat, a la cabeza de una expedición filibustera reclutada por él mismo en Nueva Orleans, Estados Unidos de América y a bordo de dos carabelas, desembarcó en el puerto de Chiltepec, Paraíso. Al enterarse de eso el General Pedro de Ampudia, decidió él mismo, acudir y enfrentar a Sentmanat, al que derrotó en Jalpa, y poco después Sentmanat fue capturado por tropas del gobierno, cuando se encontraba comiendo un elote a la orilla de un camino cerca de Jalpa, en un punto llamado "Ahogalobos".
El 12 de junio de 1844, Ampudia se entrevistó con Sentmanat en Jalpa, y después de someterlo a un consejo de guerra, ordenó que fuera fusilado junto con otros extranjeros miembros de su expedición. lo que días después originó protestas de los gobiernos de España, Francia, Inglaterra y otros países.
Después de fusilar a Sentmanat, Ampudia ordenó que fuera decapitado el cadáver y mandó colgar su cabeza en una jaula en la Casa de Gobierno de la capital del estado San Juan Bautista, como escarmiento y advertencia para los rebeldes. Este hecho causó un escándalo en todo el Departamento y fuera de él, ya que muchos periódicos nacionales dieron cuenta de eso, lo que aumentó las críticas a Ampudia por el fusilamiento y posterior decapitación del cuerpo calificándolo como "salvajismo".
Pedro de Ampudia permaneció en el cargo de gobernador del estado hasta el 30 de junio del mismo año, cuando el presidente Antonio López de Santa Anna, lo llamó a la Ciudad de México con el objeto de que dirigiera la artillería en la campaña contra Texas, por lo que el Congreso del Estado, nombró como gobernador interino al Primer Vocal de la Asamblea Departamental Narciso Santa María.

### Segundo período
En septiembre de 1844, Ampudia regresó a Tabasco por instrucciones del Gobierno Central, para que se encargara nuevamente del gobierno, por lo que Narciso Santa María, quien se encontraba enfermo en su casa de Tacotalpa, le entregó por medio del secretario general, la gubernatura el 5 de septiembre de ese mismo año. Ampudia gobernó con mano dura, persiguiendo y reprimiendo a sus adversarios políticos. La soberbia y autoritarismo con el que gobernó se reflejaron cuando solicitó al gobierno central le autorizará cambiar el nombre del río Grijalva por el de "río de Ampudia" cosa que no se le autorizó.
Ampudia estuvo en el cargo hasta el 2 de enero de 1845 cuando debido al descrédito y descontento social existente por sus recurrentes abusos de autoridad, fue llamado a la Ciudad de México, teniendo que renunciar al cargo de gobernador del estado, por lo que el Congreso estatal, nombró gobernador interino al Primer Vocal de la Junta Departamental pero por encontrarse enfermos el primero y segundo vocal, ocupó el cargo el tercer vocal Juan de Dios Salazar. El mismo día que dejó el cargo, expidió una proclama de despedida al pueblo tabasqueño conocida como "Manifiesto del general Ampudia a la nación", el 2 de enero de 1845, en la que justificaba todas sus acciones.

## Gobernador de Nuevo León (Primer período)
Ampudia ocupó la gubernatura de Nuevo León del 1 al 20 de septiembre de 1846, fecha en que dejó el cargo, para encabezar al ejército y hacer frente a la a la invasión estadounidense.

## Invasión estadounidense
El General Ampudia y Grimarest, fue nombrado General en jefe del Ejército del Norte en 1846 y participó durante la Intervención estadounidense en México, en la batalla de Monterrey, el 19 de septiembre de 1846. Durante la confrontación contra las fuerzas norteamericanas comandadas por los Generales William J. Worth y Zachary Taylor, Ampudia dirigió al ejército mexicano, desde diversos cuarteles: el Fortín de la Ciudadela, Fortín de la Tenería, Fortín de la Federación, Rincón del Diablo, Fortín Puente de la Purísima y Cerro del Obispado.

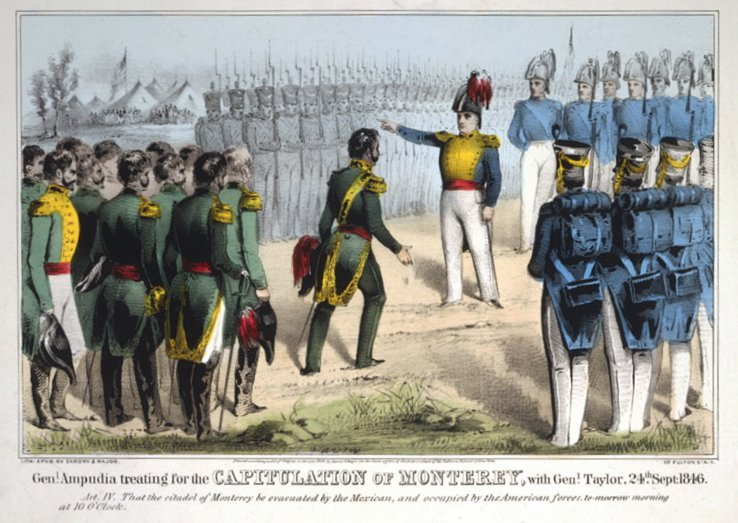
El General Ampudia pactando la capitulación de Monterrey con el General Taylor el 24 de septiembre de 1846

Tras tres días de cerco estadounidense, el 24 de septiembre capituló, pactando un armisticio para la guarnición mexicana que salió de la plaza con toda su artillería, sus armas, sus trenes de víveres y municiones, a tambor batiente y con banderas desplegadas, saludadas por el ejército estadounidense con todos los honores de la ordenanza. La evacuación de la plaza se verificó el 25 de septiembre, tomando el rumbo del Saltillo.
Después de terminar la batalla de Monterrey con una capitulación se justificó ante sus superiores sobre el criterio de que preservaba el "honor" militar, a la superioridad en su ejército, añadió el punto práctico que preservaba las fuerzas intactas para pelear de nuevo, en otras batallas, como sucedió en la batalla de la Angostura.

## Gobernador de Nuevo León (Segundo período)
Pedro de Ampudia, ocupó la gubernatura de Nuevo León por segunda vez, cuando fue nombrado en 1853 en sustitución de Juan Nepomuceno de la Garza y Evia, sin embargo solo estuvo unos meses, ya que en 1854 fue sustituido por Mariano Moret. Durante su corto tiempo al frente del gobierno, concibió la idea de establecer un museo en Monterrey y giró una circular a los pueblos del Estado, en 1854, en este sentido. Las turbulencias del País impidieron cristalizar este propósito.

## Gobernador de Yucatán
Una vez terminado el período de la intervención estadounidense en México, el General Pedro de Ampudia fue designado Gobernador de Yucatán en 1855 en sustitución de José Cárdenas del Llano, tomando posesión del cargo el 6 de febrero de ese mismo año. Ampudia permaneció como gobernador del estado hasta el 24 de noviembre del mismo 1855 cuando fue sustituido por Santiago Méndez Ibarra.

## Otros cargos
Ampudia fue elegido diputado al Congreso Constituyente de 1856 por el estado de Yucatán; dos años después fue nombrado jefe de la División constitucionalista de Oriente. Durante la presidencia de Benito Juárez, este lo nombró Ministro de Guerra y Marina, cargo en el que se desempeñó del 29 de abril al 20 de septiembre de 1860, fue diputado federal en 1861-62. Durante la intervención francesa reconoció al imperio de Maximiliano, y su nombre apareció en la lista de generales que custodiaron a Maximiliano y Carlota desde la Hacienda de la Teja hasta la Catedral de México.
Tras la caída del imperio, Ampudia fue arrestado y enviado a la prisión de Tlatelolco, desconociéndose la fecha en que fue liberado. Falleció el 7 de agosto de 1868, dejando a su familia en la miseria, y sin recursos para solventar el funeral, por lo que el presidente Juárez cubrió los gastos de su propio bolsillo. El general Ampudia fue enterrado en el Panteón de San Fernando en la Ciudad de México, y sus restos depositados en el nicho n.º 771. En su tumba fueron colocadas unas letras doradas que dicen "Venció en Mier". 
| Predecesor: José Julián Dueñas                 | Gobernador de Tabasco 1843-1844    | Sucesor: Juan de Dios Salazar       |
| Predecesor: Juan Nepomuceno de la Garza y Evia | Gobernador de Nuevo León 1846      | Sucesor: Francisco de Padua Morales |
| Predecesor: Juan Nepomuceno de la Garza y Evia | Gobernador de Nuevo León 1853-1854 | Sucesor: Mariano Moret              |
| Predecesor: José Cárdenas del Llano            | Gobernador de Yucatán 1855         | Sucesor: Santiago Méndez Ibarra     |